# U-Bahnhof Schweinau
Der U-Bahnhof Schweinau (Abkürzung: SC) wurde als 25. U-Bahnhof der Nürnberger U-Bahn am 28. Januar 1984 eröffnet. Er ist 684 m vom U-Bahnhof Hohe Marter und 517 m vom U-Bahnhof St. Leonhard entfernt. Bis zum 27. September 1986 war er Endbahnhof für die Linien U2 und U21. Der U-Bahnhof ist nach dem 1899 eingemeindeten Nürnberger Stadtteil Schweinau benannt, in dem er liegt. Täglich wird er von rund 8.400 Fahrgästen genutzt (Mo–Fr, 2019).

## Lage

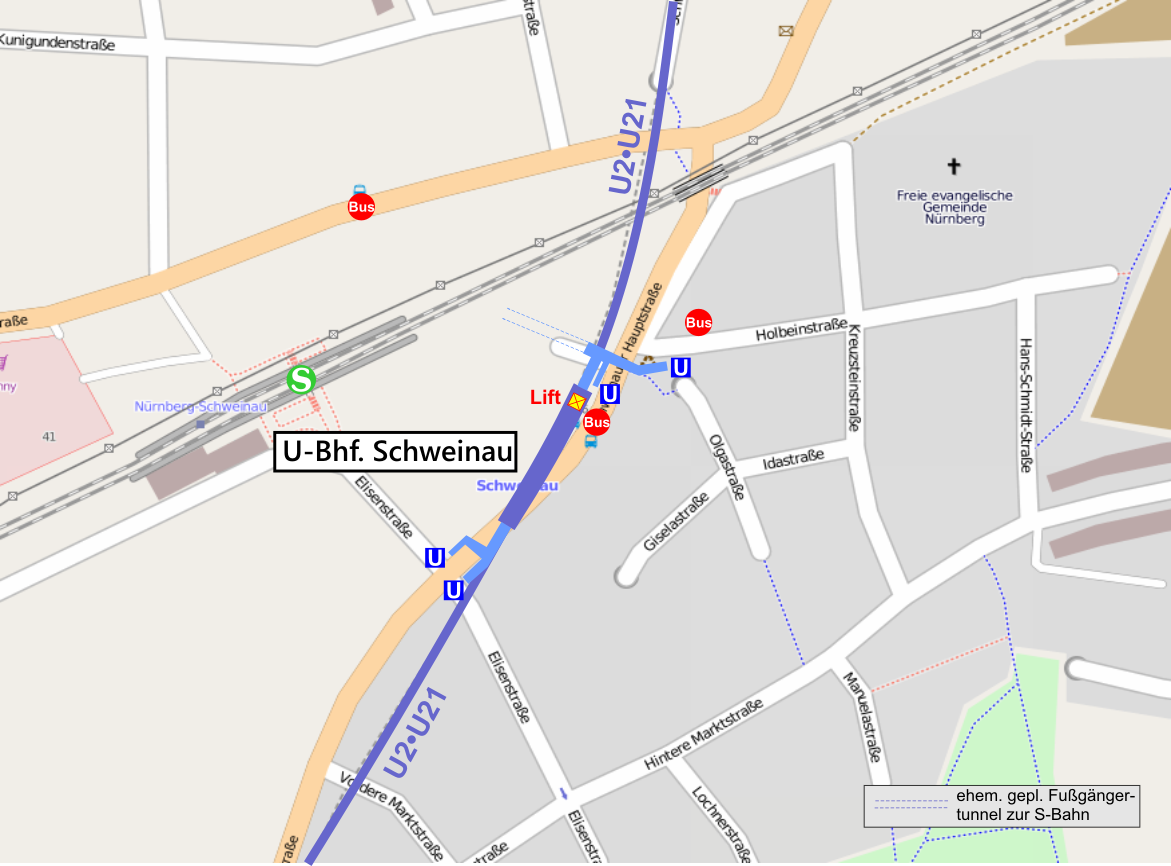
Lageplan U-Bhf. Schweinau

Der Bahnhof liegt im Nürnberger Stadtteil Schweinau und erstreckt sich unterirdisch in Nord-Süd-Richtung unter der Schweinauer Hauptstraße zwischen Holbein- und Elisenstraße. Von beiden Bahnsteigköpfen führen Aufgänge in ein Verteilergeschoss und von dort aus auf die Ost- und Westseite der Schweinauer Hauptstraße. Ein Aufzug verbindet den nördlichen Bahnsteigkopf mit der Straßenoberfläche.

## Bauwerk und Architektur
Das Bahnhofsbauwerk, für das die Bauarbeiten am 4. August 1980 begannen, ist 146 m lang, 18 m breit und 13 m tief (eineinhalbfache Tiefenlage). Die Bahnsteigköpfe wurden in offener Bauweise erstellt und dienten gleichzeitig als Auffahrschacht für die anschließenden Tunnelstrecken. Der Rest des Bahnhofs wurde in bergmännischer Bauweise in Neuer Österreichischer Tunnelbauweise ausgeführt. Im nördlichen Zwischengeschoss gibt es bauliche Vorbereitungen für einen nicht realisierten Fußgängertunnel zum DB-Bahnhof Nürnberg-Schweinau.
Die Bahnsteigwände sind mit roten Spaltriemchen und die Querschläge zwischen den Bahnsteigröhren mit Aluminiumplatten verkleidet.

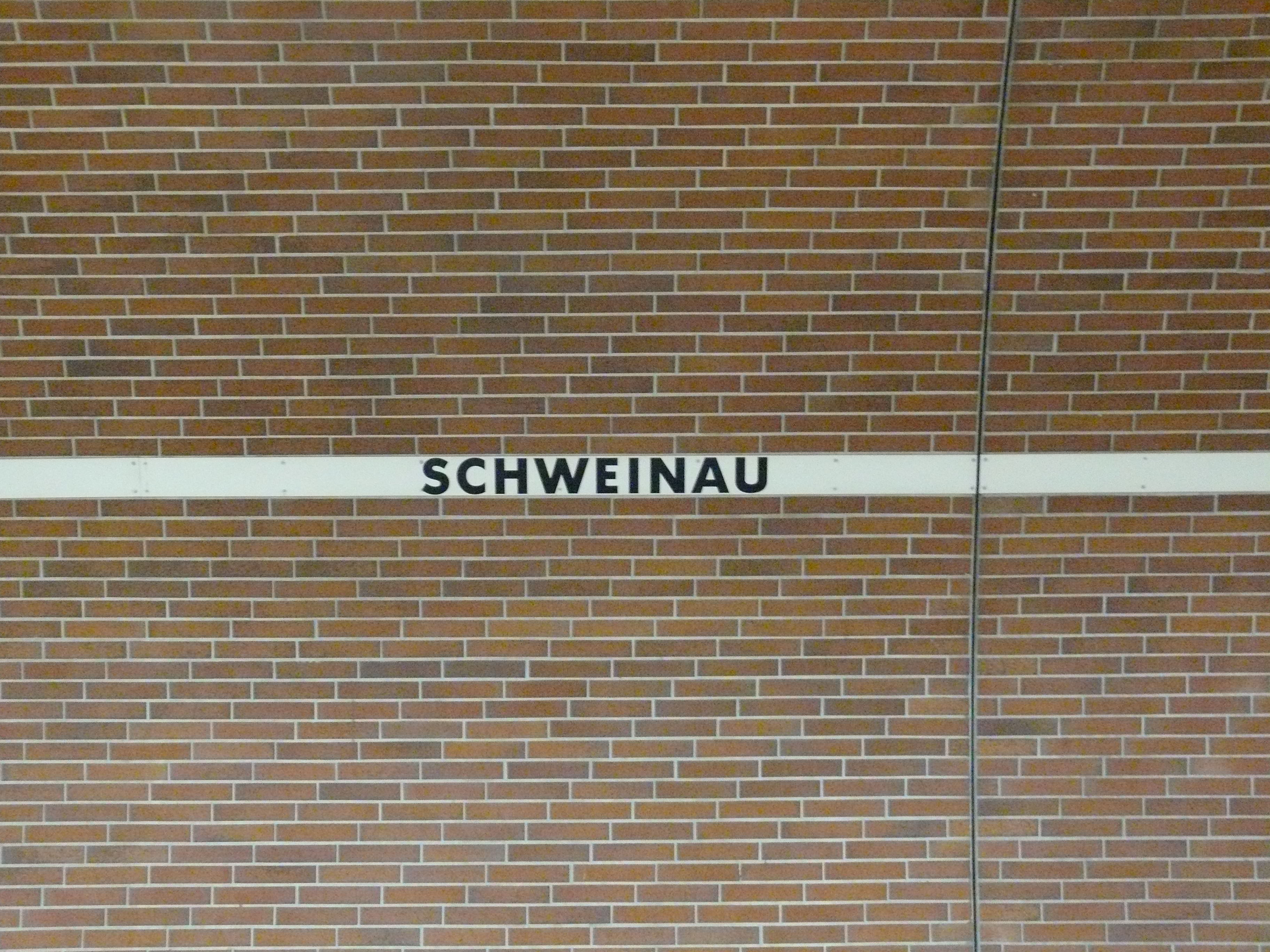
Stationsname an den Bahnsteigwänden
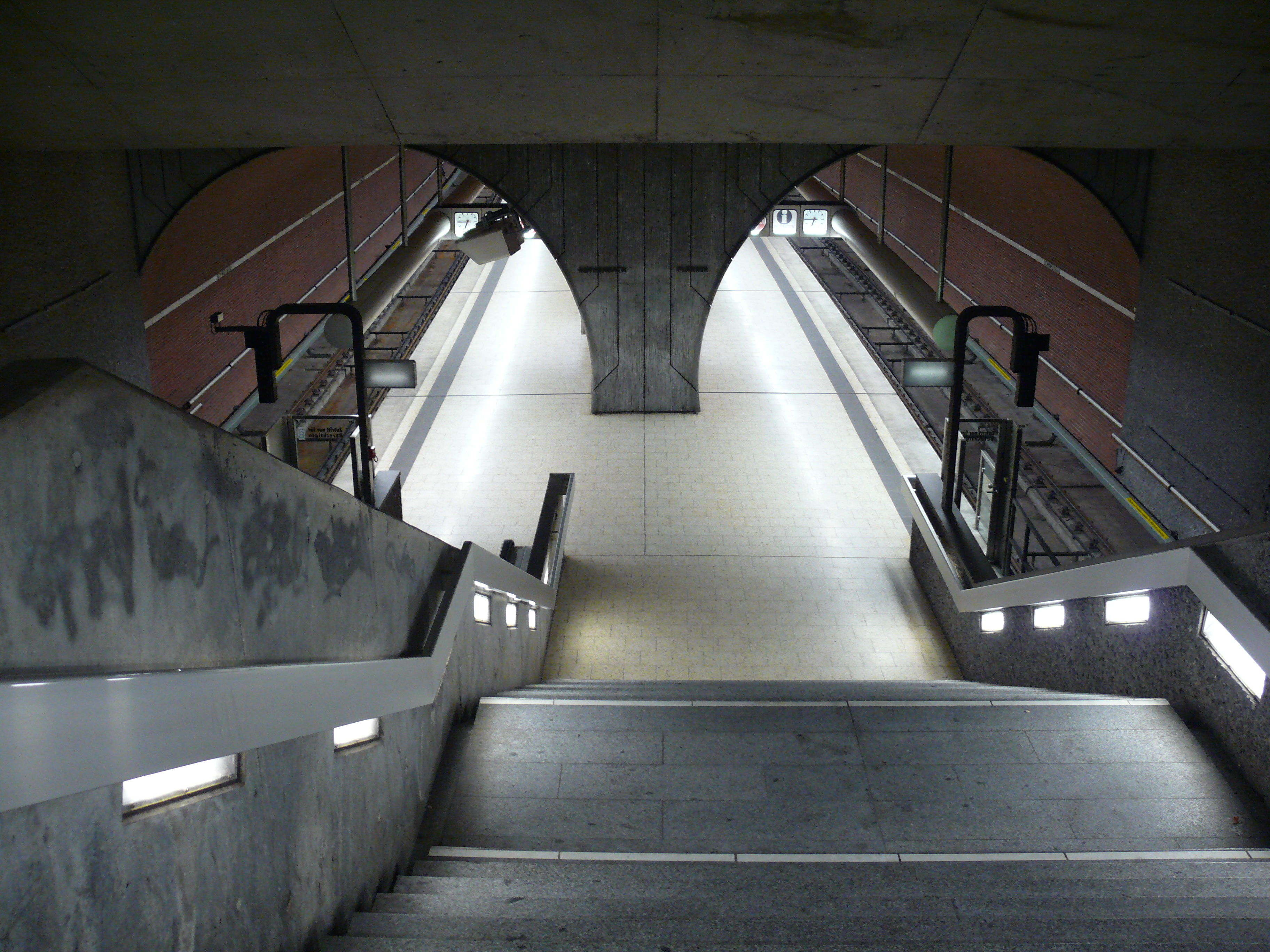
Blick auf die Bahnsteigebene
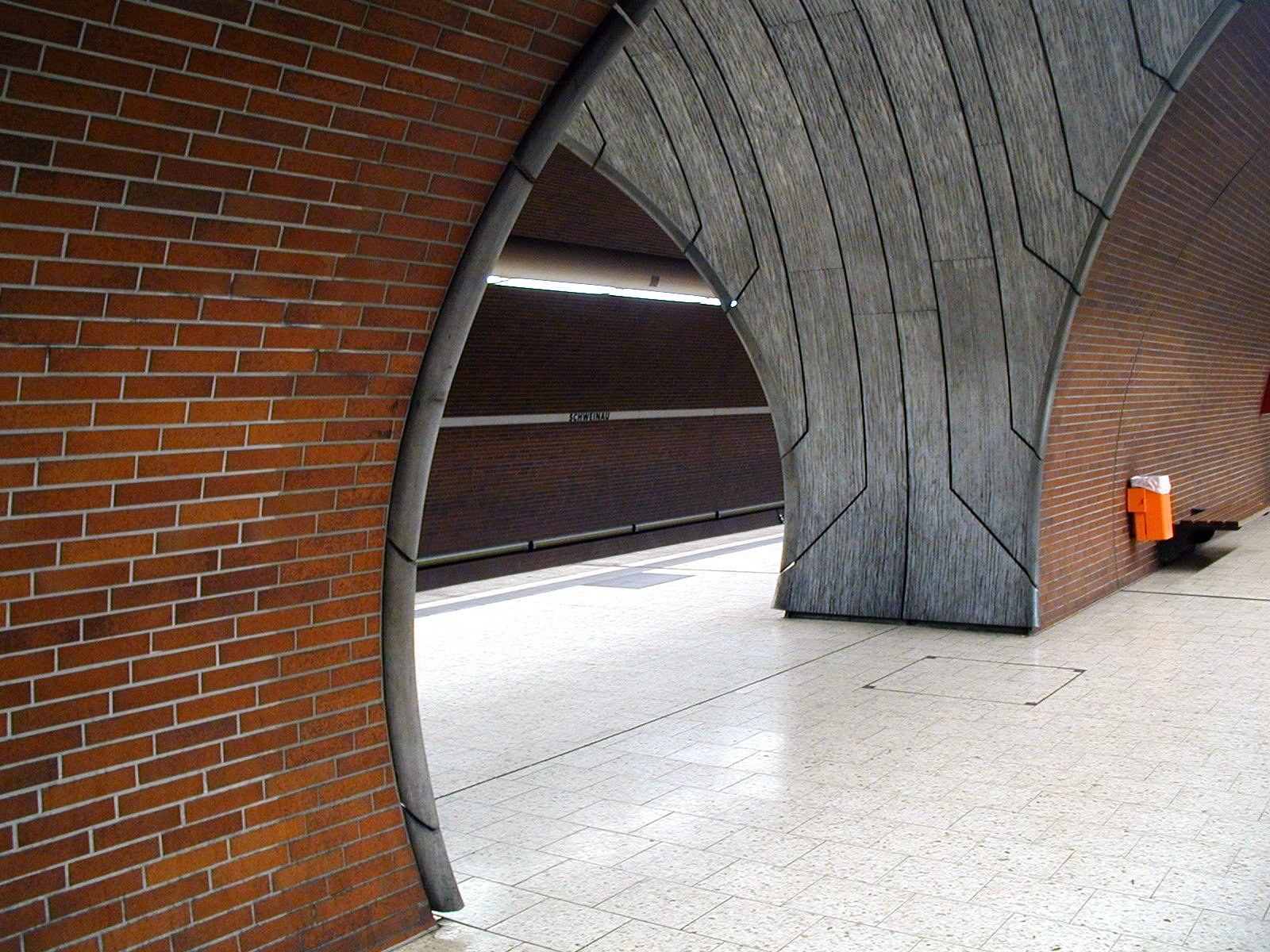
Durchbruch zwischen den beiden Bahnsteigröhren
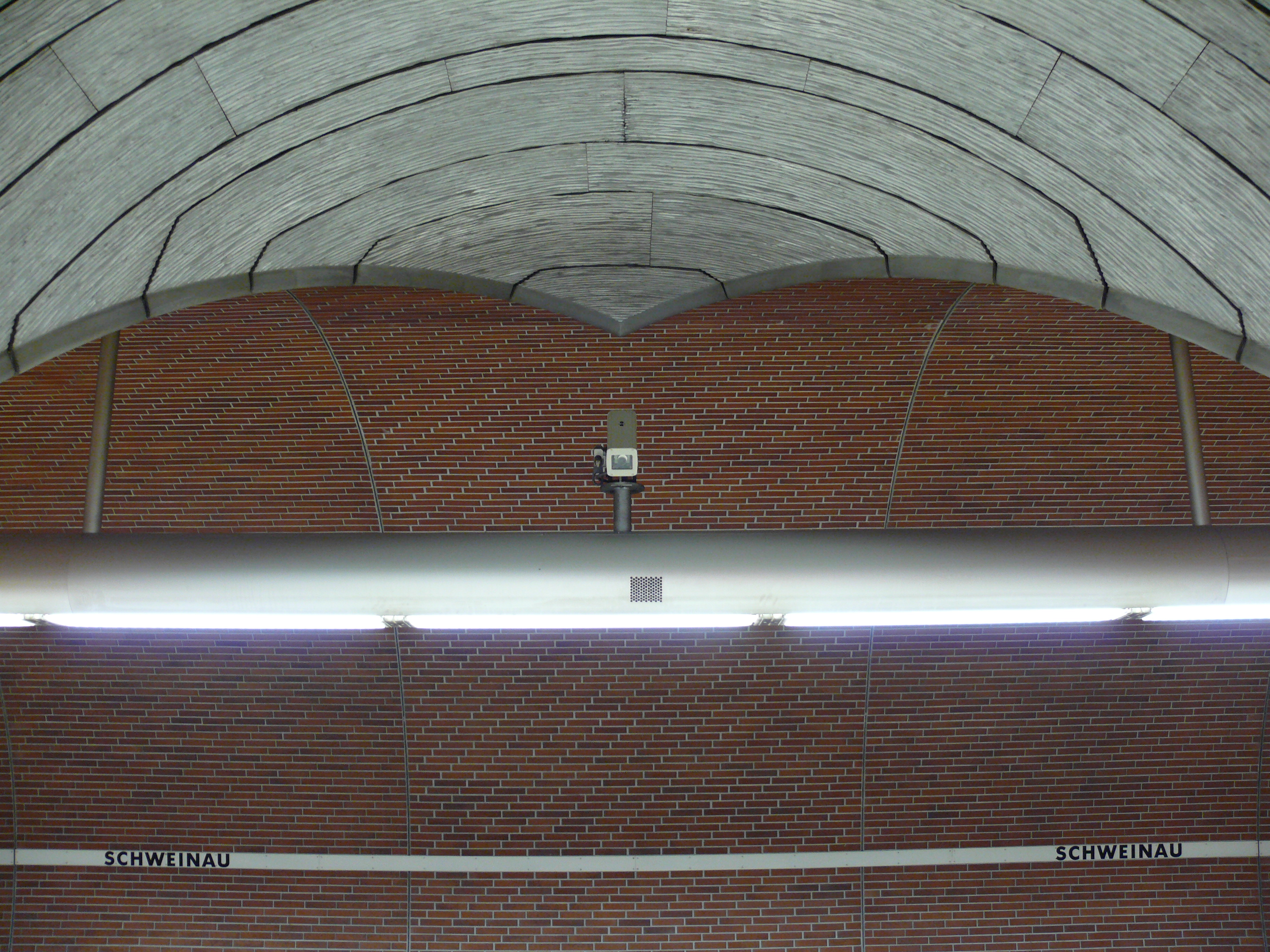
Wechselspiel der roten Spaltriemchen in den Bahnsteigröhren mit den Aluminiumplatten in den Querschlägen
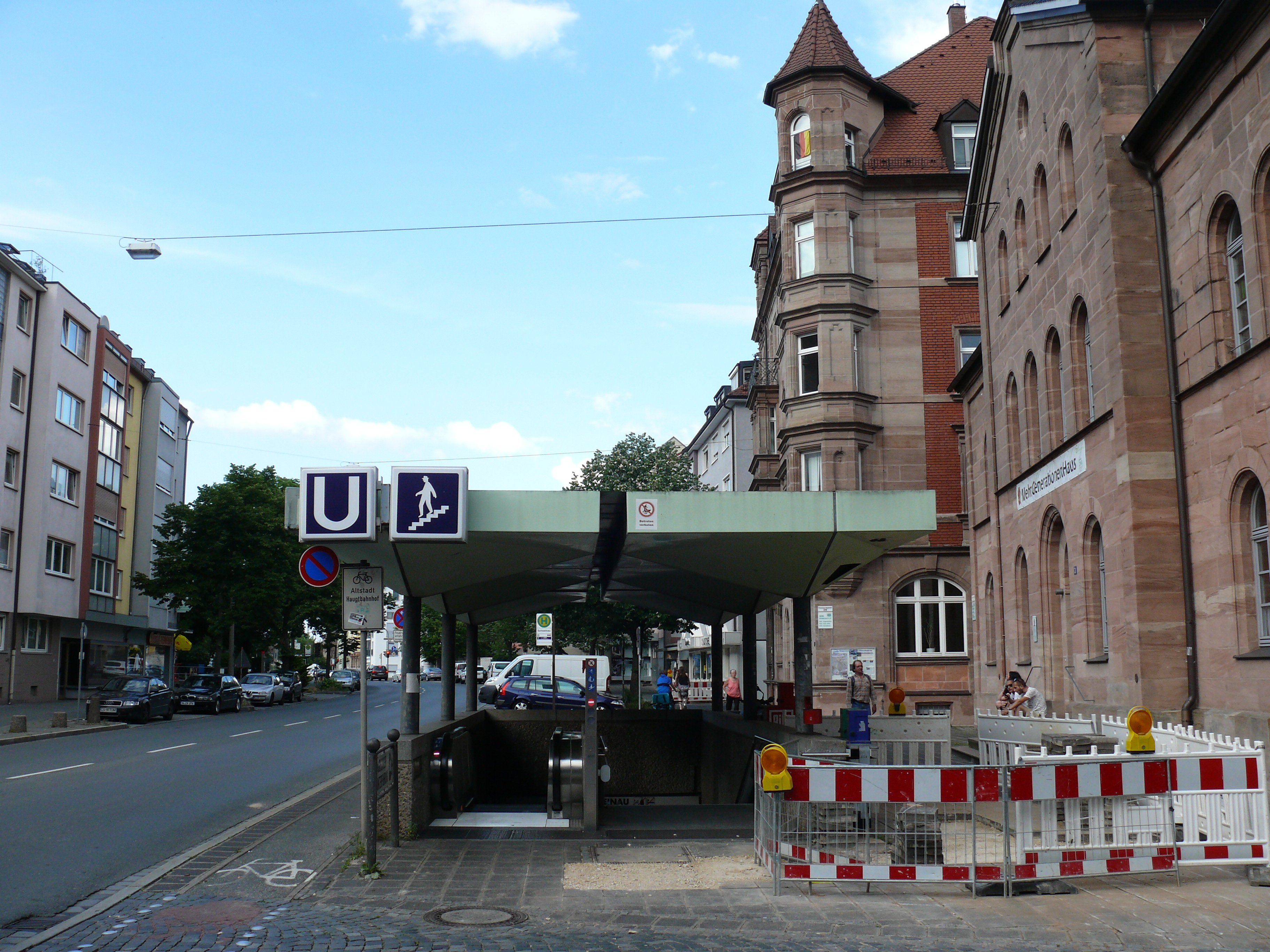
Zugang an der Oberfläche

## Linien
| Linie | Verlauf | Takt                                                   |
| ----- | --- | ------------------------------------------------------ |
| U2    | Röthenbach – Hohe Marter – Schweinau – St. Leonhard – Rothenburger Straße – Plärrer – Opernhaus – Hauptbahnhof – Wöhrder Wiese – Rathenauplatz – Rennweg – Schoppershof – Nordostbahnhof – Herrnhütte – Ziegelstein – Flughafen Stand: Fahrplanwechsel Dezember 2023 | 5 min 3–4 min (zur HVZ) 10 min (Ziegelstein–Flughafen) |

Der Bahnhof wird von der Linie U2 bedient. An der Oberfläche befindet sich eine Haltestelle der Stadtbuslinie 68 sowie der DB-Bahnhof Nürnberg-Schweinau, der von der S-Bahn-Linie S4 bedient wird. Am Wochenende verkehrt auch die Nachtbuslinie N7.